# Texto-tipo bizantino

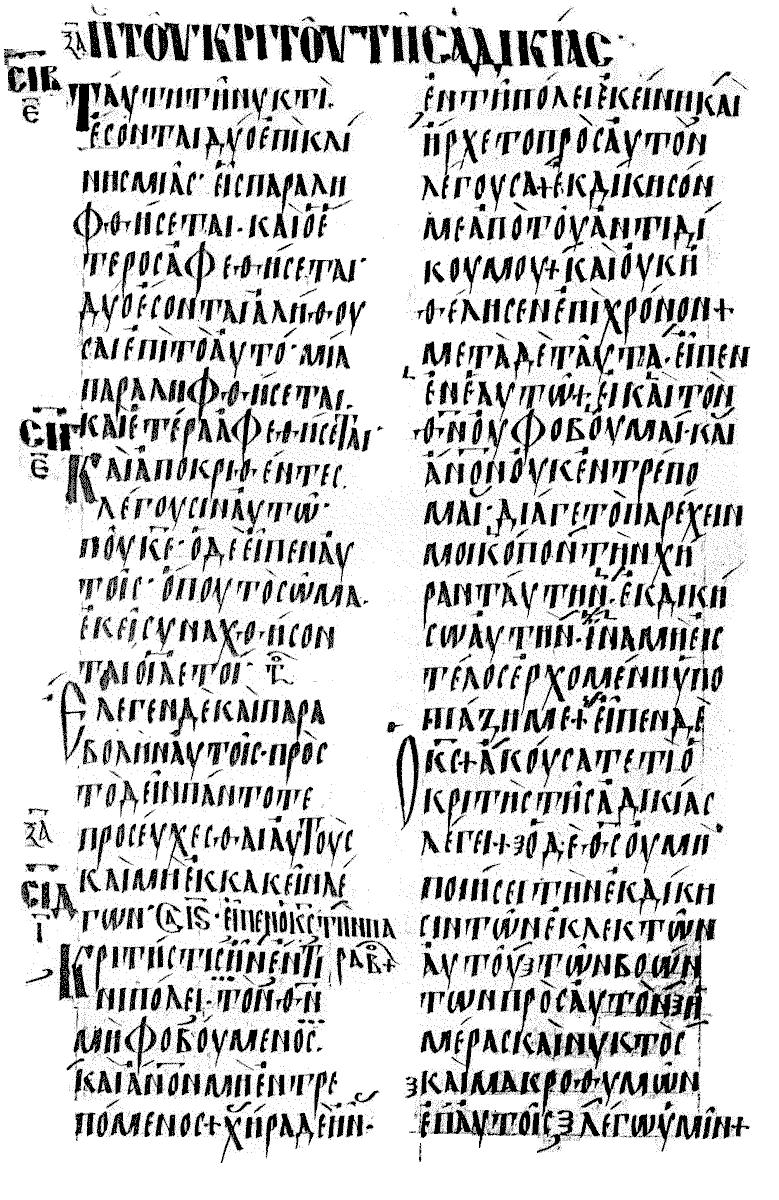
Codex Vaticanus 354 S (028), um codex uncial com texto bizantino, atribuído a Família K^{1}

O Tipo Textual Bizantino (também chamado Majoritário, Tradicional, Eclesiastico, Constantinopolitano, ou Sírio) é um dos diversos tipos textuais usados na crítica textual para descrever o carater textual do grego dos manuscritos do Novo Testamento. É a forma encontrada no amplo número de manuscritos sobreviventes, embora não o mais antigo. A forma textual bizantina é marcada frequentemente com as abreviações {\displaystyle {\mathfrak {M}}} ou Byz.

## Edições
O texto do Novo Testamento da Igreja Ortodoxa Grega, a edição do Patriarcado de Constantinopla de 1904, foi uma edição eclética baseada nesse tipo textual. O Tipo Textual Bizantino é semelhante em muitos aspectos ao Textus Receptus, o texto grego publicado no Ocidente e usado para a maioria da traduções do Novo Testamento em línguas vernáculas na época da Reforma. As traduções modernas usam principalmente edições ecléticas críticas que consultam fontes mais antigas.
Recentemente, em 2019 as sociedades bíblicas alemã e suíça publicaram a primeira tradução do Texto Bizantino para uma língua ocidental, no caso o alemão.

## Comparações
O Textus Receptus (precisamente a edição de Stephanus 1550) difere do Texto de Bizantina em 320 versos (79%). Apenas 85 versos (21%) são completamente idênticos. O Texto Maioritário na edição de Robinson e Pierson (2005) difere em cerca de 1800 lugares do Textus Receptus. A edição do Texto Majoritário de Zane C. Hodges e Arthur L. Farstad de 1982 difere do Textus Receptus em cerca de 2.000 lugares. Para efeito de comparação: a edição da Nestlé-Aland e o Textus Receptus difere em cerca de 6.500 lugares. 

## Manuscritos do texto bizantino

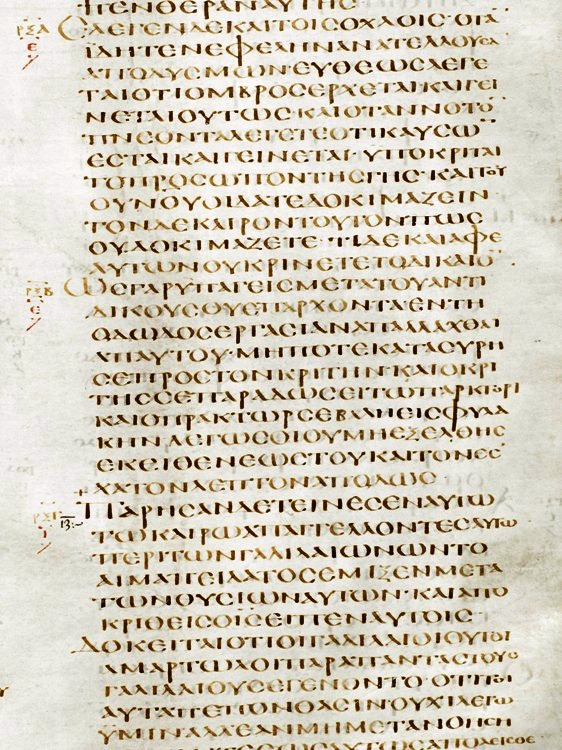
Codex Alexandrinus, o mais antigo testemunho grego do texto bizantino nos Evangelhos, está próximo a Família Π (Lucas 12:54-13:4)

### Notáveis manuscritos bizantinos
| Sinal    | Nome                      | Data         | Conteúdo                      |
| A (02)   | Codex Alexandrinus        | século V     | Evangelhos                    |
| C (04)   | Codex Ephraemi Rescriptus | século V     | Evangelhos                    |
| W (032)  | Codex Washingtoniensis    | século V     | Mateus 1-28; Lucas 8:13–24:53 |
| Q (026)  | Codex Guelferbytanus B    | século V     | Lucas–João                    |
| 061      | Uncial 061                | século V     | 1 Tm 3:15-16; 4:1-3; 6:2-8    |
| Ee (07)  | Codex Basilensis          | século VIII  | Evangelhos                    |
| Fe (09)  | Codex Boreelianus         | século IX    | Evangelhos                    |
| Ge (011) | Codex Seidelianus I       | século IX    | Evangelhos                    |
| He (013) | Codex Seidelianus II      | século IX    | Evangelhos                    |
| L (020)  | Codex Angelicus           | século IX    | Atos, CE, Epístoloas paulinas |
| V (031)  | Codex Mosquensis II       | século IX    | Evangelhos                    |
| Y (034)  | Codex Macedoniensis       | século IX    | Evangelhos                    |
| Θ (038)  | Codex Koridethi           | século IX    | Evangelhos (exceto Marcos)    |
| S (028)  | Codex Vaticanus 354       | 949          | Evangelhos                    |
| 1241     | Minúsculo 1241            | século XII   | somente Atos                  |
| 1424     | Minúsculo 1424            | séculos IX/X | NT (exceto Marcos)            |

𝔓73

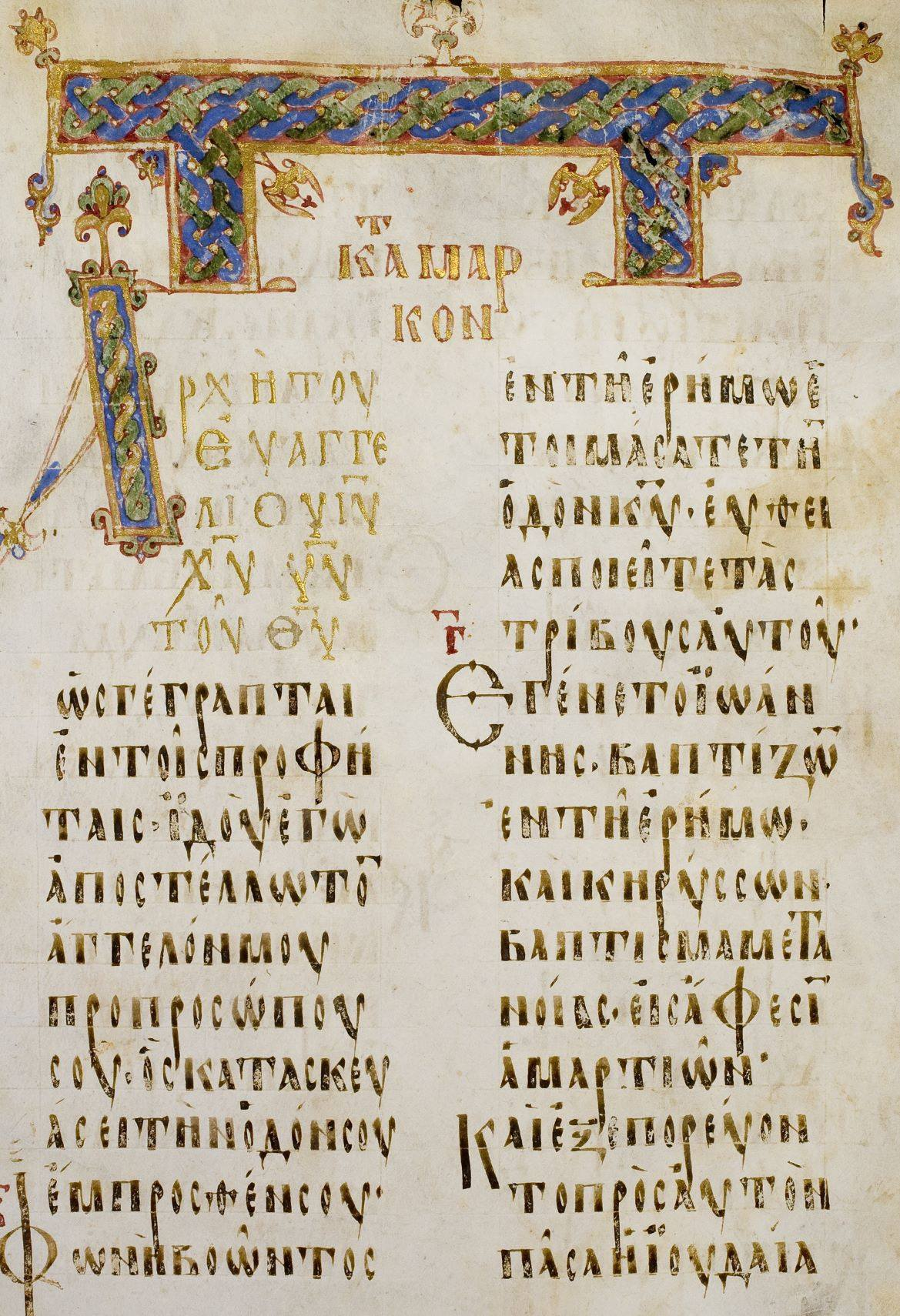
Codex Boreelianus, manuscrito bizantino, membro da Família E

Codex Mutinensis, Codex Cyprius, Codex Mosquensis I, Campianus, Petropolitanus Purp., Sinopensis, Guelferbytanus A, Guelferbytanus B, Nitriensis, Nanianus, Monacensis, Tischendorfianus IV, Sangallensis (except Mark), Tischendorfianus III, Petropolitanus, Rossanensis, Beratinus, Dionysiou, Vaticanus 2066, Uncial 047, 049, 052, 053, 054, 056, 061, 063, 064, 065, 069 (?), 093 (Acts), 0103, 0104, 0105, 0116, 0133, 0134, 0135, 0136, 0142, 0151, 0197, 0211, 0246, 0248, 0253, 0255, 0257, 0265, 0269 (mixed), 0272, 0273 (?).

## Leitura recomendada
- Harry A. Sturz, The Byzantine Text-Type & New Testament Textual Criticism (1984).
- The Greek New Testament According to the Majority Text, Second Edition, Edited by Zane C. Hodges and Arthur L. Farstad, Thomas Nelson Publishers, Nashville, 1985. ISBN 0-8407-4963-5.
- The New Testament in the Original Greek - Byzantine Textform 2005, Edited by Maurice A. Robinson and William G. Pierpont, Chilton Book Publishing. ISBN 0-7598-0077-4.
- "Some Second Thoughts on the Majority Text", Daniel B. Wallace, Bibliotheca Sacra, vol. 146, 1989. 270-290.
- The Identity of the New Testament Text II, Wilbur N. Pickering, ThM PhD, http://www.revisedstandard.net/text/WNP/
- What about the Majority Text?, Michael D. Marlowe www.bible-researcher.com
- Bruce M. Metzger, Bart D. Ehrman, The Text Of The New Testament: Its Transmission, Corruption and Restoration, 1968 etc, Oxford University Press.
- B. M. Metzger, A Textual Commentary On The Greek New Testament: A Companion Volume To The United Bible Societies' Greek New Testament, 1994, United Bible Societies, London & New York, pp. 7*-9*, 15*-16*.
- M. A. Robinson, "The Case for Byzantine Priority", in: "Rethinking New Testament Textual Criticism", ed. D. A. Black, Baker Academic, Grand Rapids: 2002, pp. 125–139
- Klaus Wachtel, Der Byzantinische Text Der Katholischen Briefe (Universität Münster, 1994).